# Nik Gugger

Nik Gugger (2019)

Niklaus-Samuel «Nik» Gugger (* 1. Mai 1970 in Udupi, Indien) ist ein Schweizer Sozialunternehmer und Politiker (EVP). Seit der Wintersession 2017 ist er Mitglied des Schweizer Nationalrates.

## Leben und Wirken
Nik Gugger wurde als Sohn einer Witwe geboren – „ein Tabu in der indischen Gesellschaft“ – und wurde von einem Schweizer Ehepaar adoptiert. Seine Adoptiveltern waren als Mitarbeiter des Hilfswerks der Evangelischen Kirchen der Schweiz in Indien tätig. Seine leibliche Mutter kam zur Entbindung in das Basler Missionsspital in Thalassery (Indien) und gehörte nach eigenen Angaben zu einer Fischerfamilie in der brahmanischen Kaste.
Die ersten Lebensjahre verbrachte Gugger in Thalassery. Als Gugger vier Jahre alt war, zog die Familie in die Schweiz nach Uetendorf im Kanton Bern. Er ist schweizerisch-indischer Doppelbürger.
Durch die Arbeit seines Vaters in der Stiftung Uetendorfberg, die Wohn- und Arbeitsmöglichkeiten für Menschen mit Hör-, Sprach- und Mehrfachbeeinträchtigungen bietet, fand Gugger früh den Kontakt zu behinderten Menschen. Später übernahmen seine Eltern die Leitung des neuen Altersheims im Dorf, so dass Gugger im Umfeld von betagten Leuten aufwuchs. Erste Erfahrungen in der sozialen Arbeit machte Gugger als Leiter im CEVI und in der Kirchgemeinde Uetendorf.
Nik Gugger absolvierte nach seiner Schulzeit eine Berufslehre als Machinenmechaniker bei Studer in Steffisburg, welche er im Jahre 1991 abschloss. Ein einjähriges Sozialpraktikum in Kolumbien führte ihn zum Beruf des Jugend- und Sozialarbeiters. Von 1995 bis im Jahre 1999 studierte er an der FH Nordwestschweiz Soziologie, Sozialpädagogik und Sozialmanagement.
Für sein soziales Engagement für Kinder und Jugendliche wurde ihm 2019 der Ehrendoktortitel des Kalinga Institute of Industrial Technology in Odisha, Indien verliehen.
Er ist Mitglied des Patronatskomitees von Aqua Viva.
2023 veröffentlichte er ein autobiographisches Buch „Entgegen aller Widrigkeiten“ zusammen mit Hilmar Gernet.
Nik Gugger ist seit 1994 verheiratet und hat mit seiner Frau drei Kinder. Er lebt mit seiner Familie in Veltheim-Winterthur. Nik Gugger ist Inhaber des Winterthurer Restaurants Concordia in Veltheim, welches er im 2014 eröffnete. Dazu vertreibt Gugger auch sein eigenes Ingwer-Getränk namens Zingi.

## Sozialunternehmer
Nach einer ersten Anstellung als Jugendarbeiter in Lindau ZH wechselte Nik Gugger in die kirchliche Jugendarbeit nach Wülflingen, einem Stadtquartier von Winterthur. Dort leistete er Pionierarbeit im Aufbau der Schulsozialarbeit und war Mitglied der Arbeitsgruppe zur Ausarbeitung des Leitbildes für die Offene Jugendarbeit in Winterthur. Es folgten Weiterbildungen in Organisationsentwicklung und Supervision von 2003 bis 2006 am Zentrum für Agogik ZAK in Basel/Uni Amsterdam und in Politischer Kommunikation an der ZHAW von 2008 bis 2009.
Von 2003 bis 2018 leitete Nik Gugger die Fabrikkirche Winterthur, eine von der evangelisch-reformierten Kirche des Kantons Zürich und dem reformierten Stadtverband Winterthur finanzierte Jugendkirche. Dem Rücktritt von Nik Gugger ging ein Zerwürfnis zwischen der Fabrikkirche und der evangelisch-reformierten Kirche des Kantons Zürich voraus, welches in der Kündigung des Leistungsvertrages mit der Fabrikkirche endete.
Für das Versicherungsunternehmen Elvia war Gugger in verschiedenen Teilen der Welt im Einsatz, um Reisende sicher nach Hause zu bringen, so auch in Thailand nach dem Tsunami vom 26. Dezember 2004.
In Thalassery ist Gugger für das Hilfswerk der Gundert Stiftung zuständig, welches sich für eine moderne Ausbildung für Kinder aller Kasten einsetzt.
Nik Gugger ist nebenberuflich Mitgründer und Verwaltungsrat des Beratungsunternehmens Herzkraftwerk AG in Winterthur, das Coachings für Entscheidungsträger aus Wirtschaft und Non-Profit-Organisationen anbietet. Des Weiteren gehört er zu den Gründern des im Jahr 1998 aufgeschalteten unabhängigen Internetportals jugendarbeit.ch. Ausserdem ist er Vize-Präsident der Umweltorganisation BirdLife Schweiz.
Im Zuge der Covid-19-Pandemie lancierte Nik Gugger eine Fundraising-Kampagne, um in Odisha, Indien den Erwerb von Beatmungsgeräten zu ermöglichen.

## Politik
Nik Gugger ist Mitglied des Zentralvorstandes der Evangelischen Volkspartei der Schweiz (EVP). Er war 2002 bis 2014 Mitglied im Grossen Gemeinderat der Stadt Winterthur. Dort leitete er seit Mai 2008 als Fraktionspräsident die EVP-Fraktion. Bei der Stadtratswahl in Winterthur 2010 erreichte er das absolute Mehr und verpasste mit dem achten Rang knapp die Aufnahme in das siebenköpfige Gremium.
Von 2014 bis 2017 war er Mitglied des Zürcher Kantonsrats. Bei den Wahlen für den Regierungsrat des Kantons Zürich am 12. April 2015 trat Nik Gugger als Kandidat der EVP an, für einen Sitz reichte es aber nicht.
Bei den Nationalratswahlen 2015 schaffte es Nik Gugger auf den ersten Ersatzplatz nach Maja Ingold. Am 27. November 2017 ist er in den Nationalrat nachgerückt. In den Parlamentswahlen 2019 und 2023 wurde er als Nationalrat wiedergewählt. Er ist Mitglied der Aussenpolitischen Kommission, Mitglied der Schweizer Delegation bei der parlamentarischen Versammlung des Europarates sowie Vize-Präsident der EVP Schweiz. Gugger ist ebenso Präsident der parlamentarischen Gruppe Schweiz-Indien und Vizepräsident der parlamentarischen Gruppe Schweiz-Ukraine.
Nik Gugger wurde 2021 von CH Media als "grössten Brückenbauer" im Schweizer Nationalrat beschrieben.
Die politischen Schwerpunkte von Nik Gugger liegen bei finanz- und sozialpolitischen Themen.

## Publikationen
- Nik Gugger: Entgegen allen Widrigkeiten, Menschen ermutigen, Thun/Gwatt: Werdverlag, 2022. 231 S. ISBN 9783039221615